# Nicola Muscat
Nicola Muscat, född 25 juni 1994, är en maltesisk simmare. 
Muscat tävlade för Malta vid olympiska sommarspelen 2012 i London, där hon blev utslagen i försöksheatet på 50 meter frisim. Vid olympiska sommarspelen 2016 i Rio de Janeiro blev Muscat utslagen i försöksheatet på samma distans.